# Сосенское
Поселе́ние Со́сенское (часто просто Со́сенское) — бывшее внутригородское муниципальное образование и административная единица со статусом поселения в составе Новомосковского административного округа Москвы. Вошло в состав столицы с 1 июля 2012 года в ходе реализации проекта по расширению города. Упразднено 8 мая 2024 года в процессе административно-территориальной реформы ТиНАО. Правопреемником поселения Сосенское являются органы местного самоуправления и управа района Коммунарка. 
Муниципальное образование было первоначально сформировано в составе Ленинского муниципального района Московской области в 2005 году. Тогда оно получило статус сельского поселения и включило 11 населённых пунктов позже упразднённого Сосенского сельского округа. В XVII-XVIII веках на территории Сосенского поселения располагалась центральная часть Сосенского Стана.
По принятому в 2024 году закону города поселение было преобразовано, части его территории отошли району Южное Бутово, району Коммунарка и городскому округу Троицк .

## Географические данные
Общая площадь — 66,81 км². Муниципальное образование находится в северной части Новомосковского административного округа и граничит:
- с районом Ясенево ЮЗАО города Москвы (на северо-востоке)
- с районами Южное Бутово и Северное Бутово ЮЗАО города Москвы (на востоке и юго-востоке)
- с поселением Воскресенское НАО города Москвы (на юго-западе)
- с поселением Филимонковское НАО города Москвы (на западе)
- с поселением Московский НАО города Москвы (на северо-западе)
- с поселением «Мосрентген» НАО города Москвы (на севере)

По территории поселения проходит участок Калужского шоссе А130.
По территории района протекает реки Сухая Битца и Сосенка, а также относительно крупные притоки последней — Ордынка, Варварка, Малая Сосенка.

## Происхождение названия
Название поселения позаимствовано от предшествующего сельсовета, который в свою очередь был образован в первые годы Советской власти с центром в селе Сосенки. Деревня находится на берегу реки Сосенки, петляющей через многие населённые пункты поселения.

## История

### Посёлки Коммунарка и Газопровод, сельцо Быково, деревни Бачурино, Столбово.
На месте исторического центра посёлка Коммунарка (Фитарёвская улица) располагалась деревня Фитарёво, первые упоминания о которой относятся к 1628 году. Юго-западнее была деревня Столбово, юго-восточнее существовала деревня Быково, восточнее — деревня Бачурино.
Быковом и Бачурином владели сначала Ладыженские, позже — Тютчевы, последними владельцами были купцы Тюляевы. Помещик Пётр Тютчев расселил деревню Быково и сослал её крестьян в Сибирь, после чего был признан невменяемым.
К 1926 году при Фитарёво организуют совхоз «Коммунарка», в который также входят бывшие земли Тюляевых и Столбовские земли.
Коммунарка была подсобным хозяйством НКВД. В первой половине XX века она поглощает Фитарёво. Совхоз был известен своей мясомолочной продукцией. Наиболее известным директором совхоза была Александра Никитична Монахова, именем которой в 2013 году назвали главную улицу посёлка.
В 1954—1955 годах под строительство газопровода «Дашава—Москва» отчуждается часть земель совхоза «Коммунарка», и вскоре к северу от Коммунарки возникает посёлок Газопровод.
Административным центром бывшего сельского поселения Сосенского являлся посёлок Газопровод, администрация поселения находится в посёлке Коммунарка.
Сегодня Столбово, Газопровод, Коммунарка и территория, где существовало Быково, де-факто представляют собой единый слившийся населённый пункт.
В лесу у деревни Бачурино находится модернистское здание штаб-квартиры СВР.
В 2019 году в Столбово открывается станция метро «Коммунарка», а в поле к западу от Коммунарки — «Ольховая». В 2020 году больница №40 в Коммунарке стала известна своей ролью в борьбе с пандемией COVID-19.

### Николо-Хованское, Должниково, Саврасово
В XVII веке существовали сельцо Саврасово, сельцо Поповка (позже Никольское, а начиная с Советского времени — Николо-Хованское). Никольское принадлежало князю Ивану Хованскому, позже — Александру Рихтеру, в конце XIX века - жене историка барона Дмитрия Шеппинга, подробно описавшего историю Сосенского стана. При Шеппингах Саврасовское, Должниковское и Никольское имения слились в одно с центром в Никольском. Шеппинги, упраздняя Должниково, переселяют крестьян на Калужскую дорогу, где основывает деревню Марьинские выселки, ныне известную как Мамыри.
При Советской власти имение национализируют. Саврасово, Никольско-Хованское и Мамыри входят в Никольско-Хованский сельсовет, а возникший на месте Должникова хутор Должонки— в Саларьевский. При этом Должонки, как и Николо-Хованское и Саврасово входили в состав совхоза «Николо-Хованское». Саврасово, которое находилось на противоположном берегу реки Сосенки от Николо-Хованского, к 1951 году становится просто улицами Николо-Хованского: Большое и Малое Саврасово, Трехалово, а совхоз «Николо-Хованское» становится частью совхоза «Коммунарка».

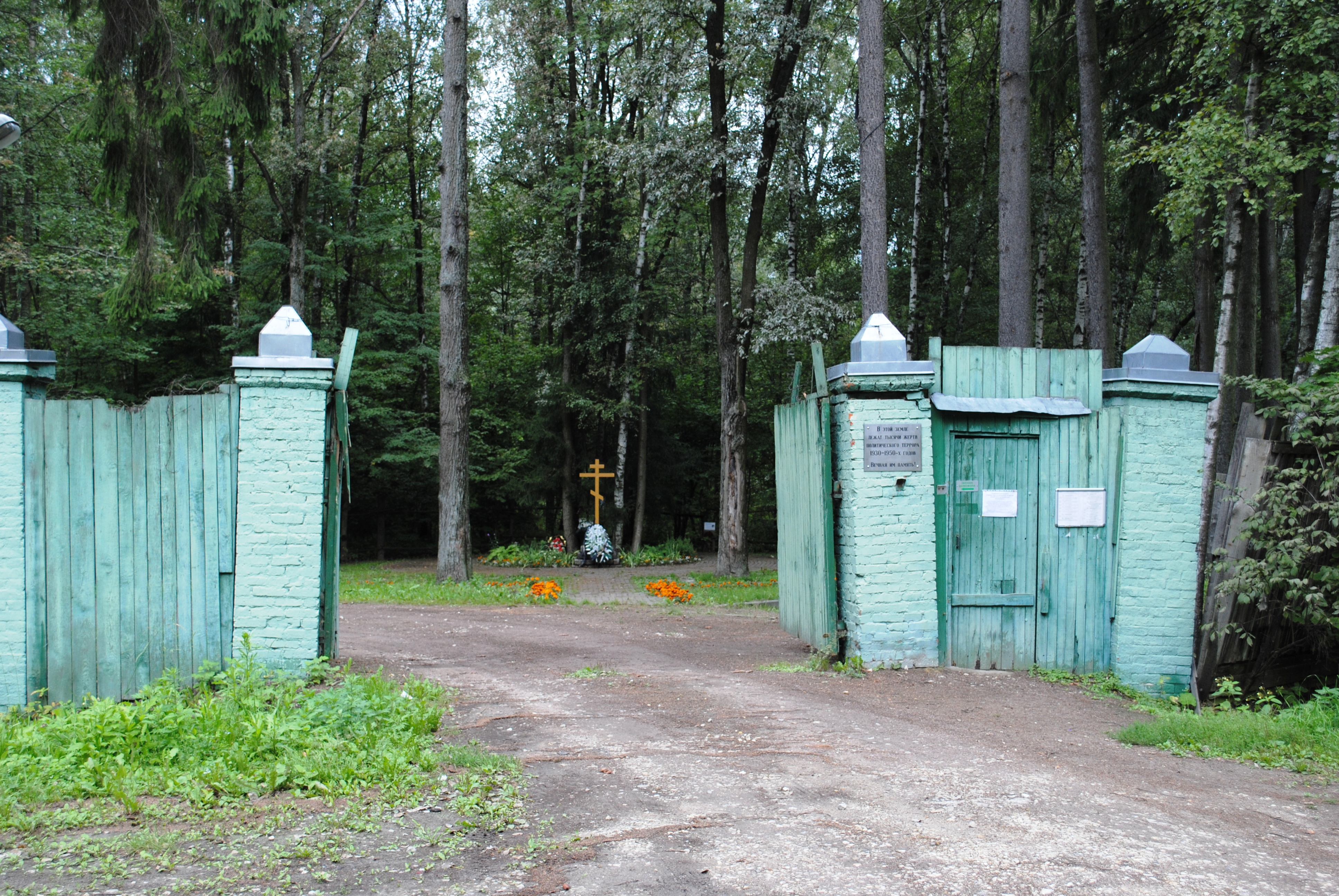
Въездные ворота расстрельного полигона

К югу от Николо-Хованского существовала местность, именуемая на советских картах как хутор Лоза. Здесь была дача Генриха Ягоды, а после того как он попал в опалу — расстрельный полигон «Коммунарка», где в годы Большого террора были расстреляны десятки тысяч людей.
В 2019 году вблизи бывшей деревни Саврасово открывается станция метро «Прокшино», а недалеко от Должонок — «Филатов Луг», косвенно названная в честь одной из древних пустошей села Саларьево.

### Прокшино, Макарово, Хорошавка, Сосенки

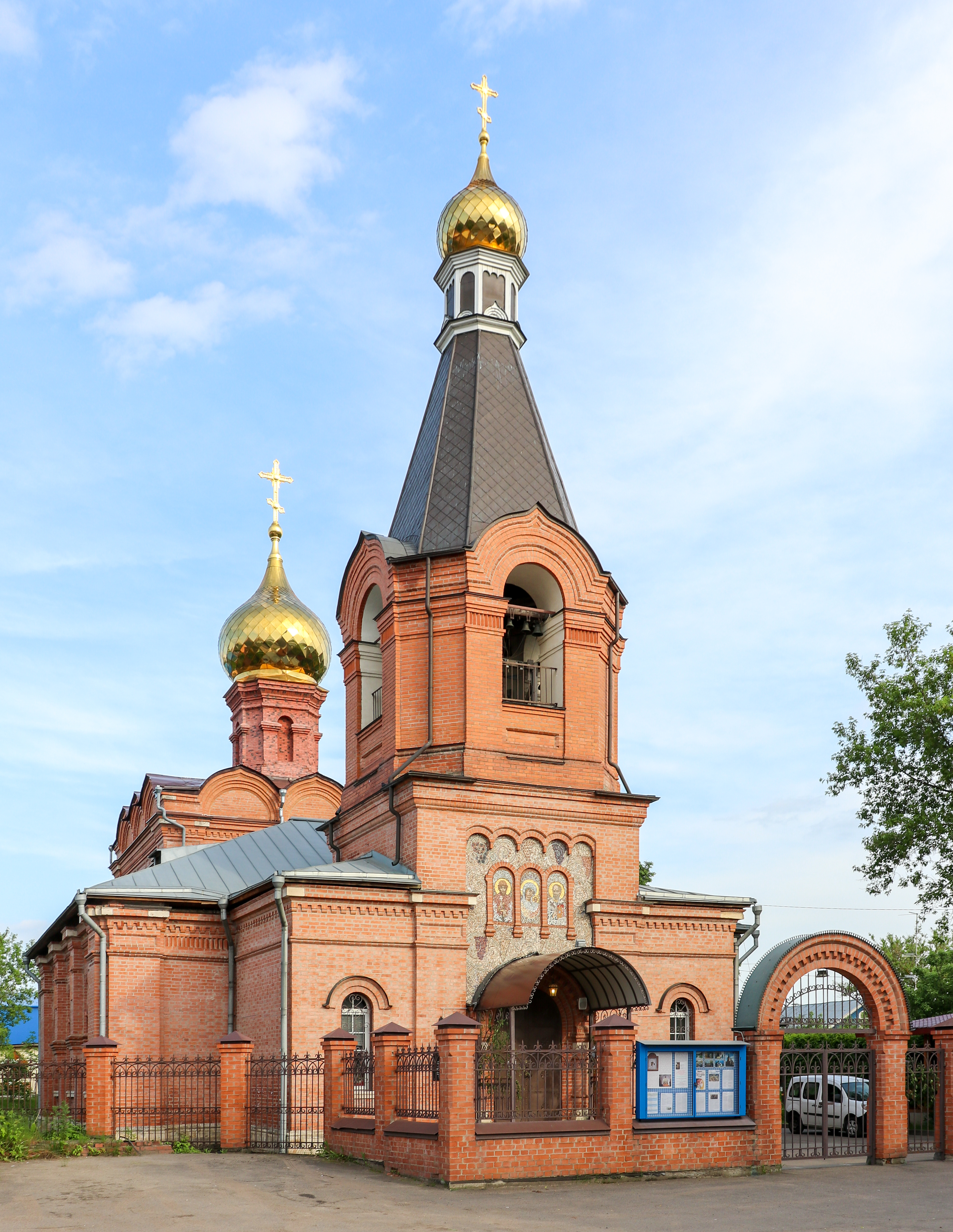
Церковь Казанской иконы Божией Матери в Сосенках

Поселение на месте Сосенок существовало уже в XIV веке.
Данная группа деревень характеризуется непостоянным составом в течение истории. Периодически вблизи Прокшино и Макарово на месте пустошей возникали небольшие господские дачи, но из них до XX века дожило только сельцо Хорошовка (Хорошавка). Именно здесь сформировался Сосенский сельсовет, включавший в себя Сосенки, Макарово и Хорошавку ещё в 1926 году.
В Прокшино находилось имение писателя Владимира Измайлова, где он часто бывал. Сосенки принадлежали Симонову монастырю, а Хорошавка — Ларёвскому имению.
Хорошавка исчезает с карт в середине XX века.
В 2019 году здесь открывается станция метро «Прокшино»

### Ивановское

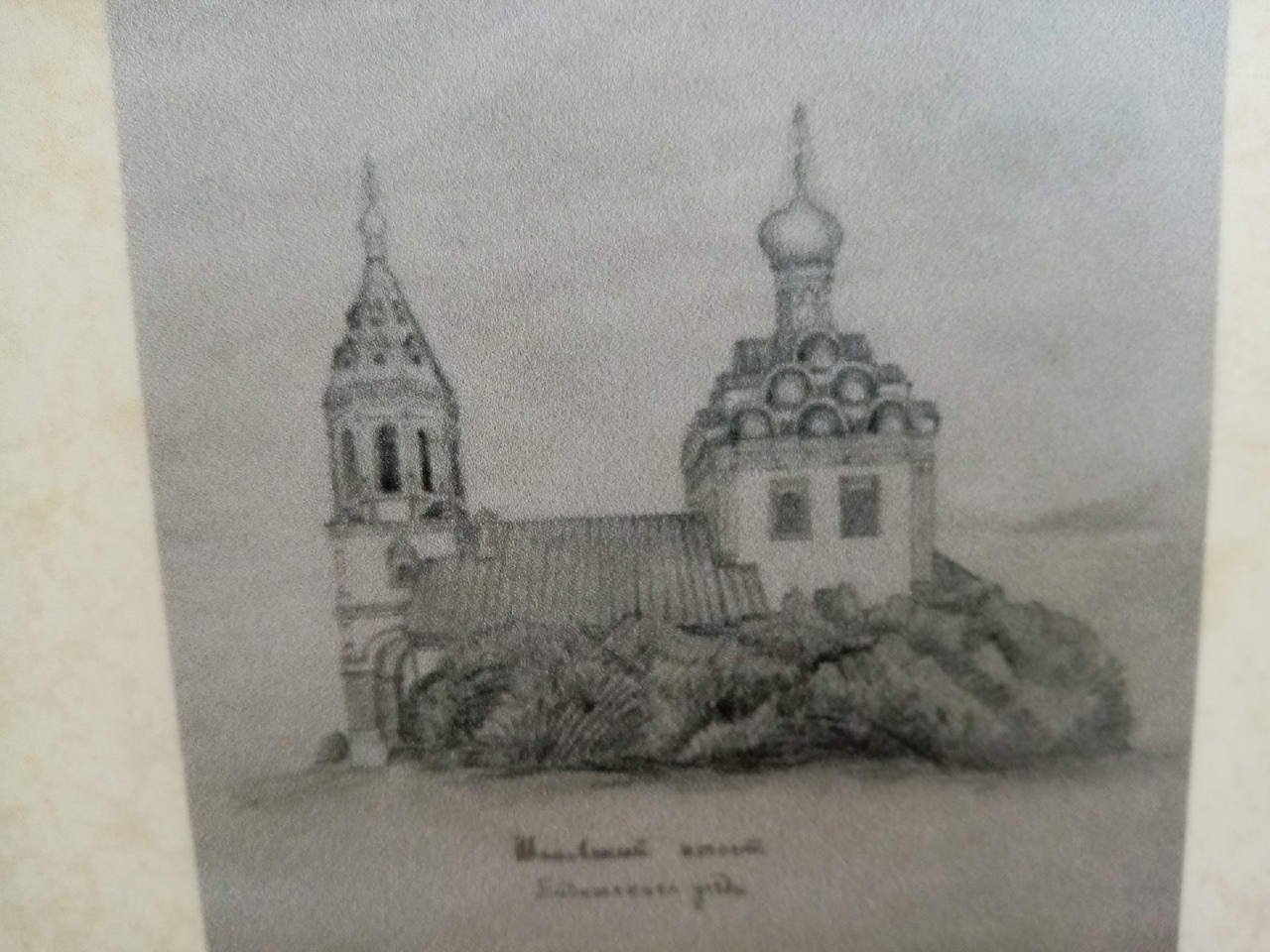
Самое раннее известное изображение Сосенского поселения. Гравюра, изображающая Введенскую церковь на Ивановском погосте Подольского уезда

Вотчина Одоевских, а впоследствии — Трубецких, Ивановское (наряду с Сосенками и Летовом) было селом и одним из самых крупных и богатых населённых пунктов нынешнего Сосенского до революции. Здесь существовала богатая усадьба Одоевских с каменной церковью, уничтоженной в ходе антирелигиозной кампании 1928-1941 годов.
В XIX веке Ивановское распадается на два имения. Усадьба была отдана на слом ещё до революции. В 1920-е годы на картах на месте Ивановского погоста обозначен хутор Сарычевой, хотя примерно в то же время в списке населённых мест никакого хутора Сарычевой не упоминается, а упоминается Ивановский погост. В 1937 году на Бутовском полигоне был расстрелян последний иерей Введенского храма в Ивановском Николай Воронцов. После этого Ивановское больше не упоминается как населённый пункт.
Бывший Ивановский погост становится частью совхоза «Коммунарка». Во второй половине XX века, согласно спутниковым снимкам, создают Ивановский пруд. В настоящее время здесь располагается Ивановское кладбище.

### Летово, Ларёво, Зимёнки, Лихоткино
Вблизи Ларёво, ближе к Хорошавке, располагался один из комплексов племзавода «Коммунарка».
Лихоткино оказалось заброшено в середине XX века.

## Планировка
Сосенское разделено на две части Калужским шоссе, а в перспективе будет разделено ещё на две Филатовским шоссе и его безымянным продолжением. Сосенское не имеет определённого доминирующего типа застройки — здесь встречаются промзоны, садовые товарищества, деревни, леса и поля, военные части, многоэтажные жилые районы.
Большой процент улиц Сосенского не имеет названия, так как возникли недавно, а часть имеет названия, но не существует физически (например, улица Разведчика Дейча). Основными магистралями Сосенского являются улицы Адмирала Корнилова (на границе с поселением Мосрентген), улица Александры Монаховой (главная улица для Коммунарско-Ивановского района), Летовского Ополчения (соединяющая Сосенское с Московским), проспект Куприна, Филимонковское шоссе, идущее в одноимённое поселение и Новомихайловское шоссе.

## Религия
В поселении находятся православные храмы: Преображения Господня в Коммунарке, иконы Божией Матери Умягчение злых сердец в Бачурине, Архангела Михаила в Летове, Казанской иконы Божией Матери в Сосенках, часовня Введения во храм Пресвятой Богородицы на Ивановском кладбище
Строятся также церкви Вознесение Христа в Бачурине и иконы Божией Матери Всех Скорбящих Радость на месте бывшей д. Быково.

## Население
| 2010    | 2012    | 2013    | 2014    | 2015     | 2016     | 2017    |
| ------- | ------- | ------- | ------- | -------- | -------- | ------- |
| 9199    | ↗9551   | ↗10 867 | ↗11 095 | ↗12 931  | ↗15 235  | ↗15 623 |
| 2018    | 2019    | 2020    | 2021    | 2023     | 2024     |         |
| ↗21 089 | ↗30 651 | ↗33 096 | ↗93 474 | ↗115 545 | ↗122 303 |         |

### Национальный состав
По итогам переписи населения 2020 года проживали следующие национальности (национальности менее 0,1 % и другое, см. в сноске к строке «Другие»):
| Национальность | Численность, чел. | Доля     |
| -------------- | ----------------- | -------- |
| Русские        | 62 042            | 66,37 %  |
| Татары         | 894               | 0,96 %   |
| Армяне         | 774               | 0,83 %   |
| Украинцы       | 598               | 0,64 %   |
| Таджики        | 431               | 0,46 %   |
| Азербайджанцы  | 407               | 0,44 %   |
| Узбеки         | 338               | 0,36 %   |
| Калмыки        | 269               | 0,29 %   |
| Грузины        | 232               | 0,25 %   |
| Чуваши         | 226               | 0,24 %   |
| Корейцы        | 198               | 0,21 %   |
| Молдаване      | 194               | 0,21 %   |
| Киргизы        | 187               | 0,20 %   |
| Белорусы       | 180               | 0,19 %   |
| Чеченцы        | 162               | 0,17 %   |
| Казахи         | 158               | 0,17 %   |
| Башкиры        | 150               | 0,16 %   |
| Мордва         | 122               | 0,13 %   |
| Лезгины        | 121               | 0,13 %   |
| Осетины        | 110               | 0,12 %   |
| Другие         | 25 681            | 27,47 %  |
| Итого          | 93 474            | 100,00 % |

## Состав поселения
| №  | Населённый пункт | Тип населённого пункта          | Население |
| -- | ---------------- | ------------------------------- | --------- |
| 1  | Бачурино         | деревня                         | ↗144      |
| 2  | Газопровод       | посёлок                         | ↗2443     |
| 3  | Зимёнки          | деревня                         | ↗97       |
| 4  | Коммунарка       | посёлок, административный центр | ↗5223     |
| 5  | Ларёво           | деревня                         | ↗77       |
| 6  | Летово           | деревня                         | ↗178      |
| 7  | Макарово         | деревня                         | ↗46       |
| 8  | Николо-Хованское | деревня                         | ↗125      |
| 9  | Прокшино         | деревня                         | ↗32       |
| 10 | Сосенки          | деревня                         | ↗631      |
| 11 | Столбово         | деревня                         | ↗203      |

## История муниципального образования
Сосенский (Соснинский) сельсовет с центром в селе Сосенки был образован в составе Десёнской волости Подольского уезда Московской губернии в конце 1910-х годов. В 1922 году к нему был присоединён Макаровский сельсовет.
По данным Всесоюзной переписи населения 1926 года в сельсовет входило три населённых пункта — село Сосенки, деревни Макарово и Хорошовка.
В 1929 году Сосенский сельсовет вошёл в состав Красно-Пахорского района (1946—1957 гг. — Калининский район) Московской области.
Постановлением Московского областного исполнительного комитета от 17 июля 1939 года № 1559 Сосенскому сельсовету были переданы селения Зимёнки, Ларёво, Летово, Лихоткино, Макарово и Прокшино упразднённого Летовского сельсовета.
Решением Мособлисполкома от 14 июня 1954 года № 539 и утверждающим его Указом Президиума Верховного Совета РСФСР от 18 июня 1954 года в состав сельсовета были включены территории упразднённых Воскресенско-Архангельского и Коммунарского сельсоветов, а решением от 22 июня 1954 года № 550 — населённые пункты Евсеево и Кувекино, прежде относившиеся к Десёновскому сельсовету.
7 декабря 1957 года в связи с упразднением Калининского района Сосенский сельсовет вошёл в состав Ленинского района Московской области.
В результате проведённых в августе 1960 года преобразований Ленинский район был упразднён, а Сосенский сельсовет передан вновь образованному Ульяновскому району лесопаркового защитного пояса столицы, но вскоре селения Евсеево, Кувекино, Лаптево и Расторопово и ещё часть территории были переданы соответственно Десёновскому сельсовету и Подольскому району Московской области.
В 1963 году Ульяновский район был упразднён и до начала 1965 года Сосенский сельсовет находился в составе Ленинского укрупнённого сельского района, после чего был передан восстановленному Ленинскому району. В этот период из Десёновского сельсовета были возвращены селения Лаптево и Расторопово.
Решением Мособлисполкома от 25 октября 1984 года № 1405 к Сосенскому сельсовету была присоединена деревня Язово ликвидированного Михайловского сельсовета, а из состава сельсовета выделены населённые пункты Воскресенское, Городище, Губкино, Каракашево, Лаптево, Расторопово и Ямонтово, образовавшие Воскресенский сельсовет.
Постановлением от 3 февраля 1994 года № 7/6 Московская областная Дума утвердила положение о местном самоуправлении в Московской области, согласно которому сельсоветы как административно-территориальные единицы были преобразованы в сельские округа.
В 1999 году в Сосенском сельском округе было 14 населённых пунктов — посёлки Газопровода (адм. центр), завода Мосрентген и Коммунарка, деревни Бачурино, Зимёнки, Ларёво, Летово, Макарово, Мамыри, Николо-Хованское, Прокшино, Сосенки, Столбово и Язово.
В рамках реформы местного самоуправления и в соответствии с Законом Московской области от 28 февраля 2005 года № 79/2005-ОЗ «О статусе и границах Ленинского муниципального района и вновь образованных в его составе муниципальных образований» на территории Ленинского района было образовано сельское поселение Сосенское, в состав которого вошли 11 населённых пунктов упразднённого Сосенского сельского округа.
С 1 июля 2012 года сельское поселение Сосенское вошло в состав Новомосковского административного округа Новой Москвы, при этом из его названия было исключено слово «сельское».

## Власть
Глава поселения и председатель Совета депутатов в 2013–2018 и с 2023 года — Долженков Василий Михайлович. Глава администрации поселения — Тараканова Татьяна Юрьевна.
В 2018–2023 годах Главой поселения и председателем Совета депутатов был Бармашев Кирилл Олегович.
На территории поселения находится префектура Троицкого и Новомосковского административных округов (ТиНАО).

## Парки и общественные пространства

### Зона отдыха у Конного пруда
Пространство для отдыха на ул. Фитарёвская, у домов 33, 32, 30 и 6, а также возле школы № 2070. Комплексное благоустройство территории завершилось в ноябре 2019 года. Здесь появилась спортивная площадка и скамейки, велопарковки и газонные покрытия, зоны для пикника и урны.

### Набережная Конторского пруда
Зона отдыха появилась возле Конторского пруда в 2018 году. Здесь по программе «Мой район» высадили дополнительные деревья и кустарники, отремонтировали пирс и провели освещение. По берегу обустроили набережную с фигурными лавочками и детскими площадками. Также на территории оборудовали площадки для воркаута и паркура.

### Зона отдыха «Пирамиды»
В 2017 году в поселке Коммунарка возле ЖК «Бунинские Луга», на ул. Александры Монаховой, д. 92, корп. 1 появилась масштабная детская площадка. В ее основу была заложена концепция о «бесконечной игре». Площадка имеет форму знака бесконечности и состоит из нескольких элементов: пирамиды, ручья и пандуса, соединяющего площадь и просторный навес. Создано специальное пространство для малышей: с маленькими горками, домиками, качалками и оборудованием для игр с песком и снегом. Для детей дошкольного и школьного возраста предусмотрена большая площадь для игр с лазательными элементами, горками, качелями, батутом и специальным оборудованием для развития вестибулярного аппарата.

### Липовый парк
Площадь — 3,44 Га. Существует с 1935 года. Первичное благоустройство было в 2007 году. Комплексное — в 2017 году. Тогда здесь появились две современные детские площадки, спортивно-игровая площадка с функциональными зонами и современным интерактивным модулем, воркаут-зона, реконструировано футбольное поле, площадки для игр в баскетбол и волейбол. Появилась раздевалка для спортсменов. Со стороны улицы Александры Монаховой находится входная арка — копия исторической арки совхоза «Коммунарка».

### Парк «Лазурный»
Площадь — 2,8 Га. Многофункциональный сквер обустроен в 2018 году. Обустроены две детские площадки — для малышей и детей постарше. Для спортсменов создана спортивная площадка и зона для воркаута. Прогулочный маршрут соединяет разные части сквера. Установлены скамейки, высажены деревья и кустарники, обустроены газоны и цветники, а также обновлено освещение.

### Зона отдыха «Дубовая роща»
В 2019 году завершилось благоустройство прогулочной зоны «Дубовая роща» в Коммунарке. Здесь оборудовали территорию для спортивного отдыха, множество детских площадок и установили стационарные музыкальные инструменты. В спортивной зоне «Дубовой рощи» есть столы для пинг-понга, боксерские груши, уличные тренажеры, площадка для баскетбола, хоккейная коробка, а также воркаут. стационарные музыкальные инструменты. В сквере «Дубовая роща» установили сразу два ксилофона —  «чынг» и горизонтальный. Кроме того, здесь есть металлический барабан в футуристическом стиле.